# Jill Stein
Jill Ellen Stein (ur. 14 maja 1950 w Chicago) – amerykańska lekarka i polityk, kandydatka na stanowisko prezydenta Stanów Zjednoczonych w wyborach prezydenckich w 2012, 2016 i 2024 roku z ramienia Partii Zielonych.

## Życiorys
Urodziła się w rodzinie amerykańskich Żydów, należącej do North Shore Congregation Israel, reformowanej gminy wyznaniowej żydowskiej w Chicago.
W 1973 ukończyła Harvard College, a w 1979 Harvard Medical School. W latach 1982–2002 wykładała medycynę w Harvard Medical School, a w latach 1982–1990 pracowała w Harwardzie jako internistka. Jest członkinią zarządów Physicians for Social Responsibility oraz Mass Voters for Fair Elections, współpracowała także ze stowarzyszeniem Massachusetts Coalition for Healthy Communities.
Jest współautorką książek poświęconych ekologicznym zagrożeniom zdrowia: Environmental Threats to Healthy Aging (2009) oraz In Harm’s Way: Toxic Threats to Child Development (2000).
Kandydowała bez powodzenia na gubernatora Massachusetts (w 2002 i 2010). Dwukrotnie była wybierana radną miasta Lexington (w 2005 i 2008).
W 2012 została nominowana na kandydatkę Partii Zielonych na stanowisko prezydenta Stanów Zjednoczonych, przy poparciu Noama Chomsky’ego i Chrisa Hedgesa i ponownie w 2016 i 2024 roku
Jest żoną lekarza Richarda Rohrera, mają dwóch synów.